# Surfing with the Alien
《Surfing with the Alien》은 미국의 록 기타리스트 조 새트리아니의 두 번째 스튜디오 음반이다. 1987년 10월 15일 렐러티비티 레코드에 의해 발매되었다. 이 음반은 현재까지 가장 성공적인 새트리아니의 음반 중 하나이며 존경 받는 록 기타리스트로서의 명성을 확립하는데 도움을 주었다.

## 배경 및 구성
그 음반은 13,000달러의 예산으로 녹음되었다. 새트리아니의 장비는 예산에 의해 제한되었는데, 두 대의 크레이머 페이서 기타와 각색된 스트라토캐스터 기타로 구성되어 있으며, 그는 다른 소리를 얻기 위해 픽업 장치를 변경했다. 돈을 아끼기 위해 이 음반은 봉고 밥 스미스가 프로그램한 드럼 머신을 많이 사용했고 제프 캠피텔리는 풋 심벌즈, 심벌즈, 톰, 올무 등을 오버더빙했다. 새트리아니는 이것이 음악에 "어색한 매력"을 주었고 느슨한 기타 연주와 기계와 같은 드럼 프로그래밍의 조합을 유지했다고 말했다. 〈Satch Boogie〉는 캄피텔리가 연주한 라이브 드럼을 완벽하게 특징으로 하는 유일한 곡이다.
헤비 메탈의 영향을 받은 〈Crushing Day〉는 음반의 길이 때문에 사전에 작업한 유일한 솔로를 포함하고 있고, 나머지는 즉흥적으로 만든 것이다. 새트리아니는 무대에서 이 노래를 연주해야 할 때 구속감을 느꼈기 때문에 나중에 이 결정에 대해 유감을 표명했다.
카시오 CZ-101은 〈Midnight〉에서 플루트와 관현악기를 녹음하는 데 사용되었다.

## 커버 아트
원작의 커버 아트는 마블 코믹스의 캐릭터 실버 서퍼를 전면에 그리고 안쪽 커버에는 갤럭투스의 손을 가지고 있다. 출판사로부터 허가를 받은 이 작품은 존 번이 그린 《Silver Surfer #1》 (1982년)의 판넬에서 따왔다. 번은 음반 커버에 사용된 예술품에 대한 로열티를 받지 못했다. 새트리아니는 실버 서퍼에 익숙하지 않았고 이 음반과 타이틀곡에 캐릭터를 염두에 두지 않고 이름을 붙였다. 하지만, 렐러티비티 레코드의 제작 책임자인 짐 코즐로프스키는 만화책 팬이었고 라디오 DJ 이름으로 "실버 서퍼"라는 별명을 사용했다. 그는 그 캐릭터를 음반 커버에 사용할 것을 제안했다. 코즐로프스키는 마블에게 이 음반을 선보였고 캐릭터 사용 허가를 받았다. 그 후, 마블 코믹스는 실버 서퍼 만화에서 새트리아니에게 경의를 표했고, 새트리아니는 실버 서퍼 신화의 다른 요소들 (〈Back to Salla-Bal〉, 〈The Power Cosmic 2000〉)의 이름을 따 이후의 작품들에 이름을 붙였다.
캐릭터 삽화를 사용할 수 있는 원래 라이센스는 시간 제한이 있었다. 비록 라이선스가 여러 번 갱신되었지만, 2018년에 새트리아니와 마블은 가격에 타협할 수 없었고, 그래서 커버 아트가 교체되었다. 2018년 기준으로, 아이튠즈와 스포티파이와 같은 디지털 소매상들은 실버 서퍼를 특징으로 하지 않는 대체 삽화를 전시하고 있다. 2019년 실버 서퍼 대신 실버 기타 헤드스톡을 특징으로 하는 한정 디럭스 에디션이 발매되었다. 이 새로운 삽화의 배경과 글꼴은 사소한 차이를 가진 원본과 매우 유사하다.

## 발매 및 반응
| 전문가 평가                   | 전문가 평가 |
| 평가 점수                     | 평가 점수   |
| 출처                          | 점수        |
| ----------------------------- | ----------- |
| AllMusic                      | [ 2 ]       |
| Encyclopedia of Popular Music | [ 11 ]      |
| The Rolling Stone Album Guide | [ 12 ]      |
| The Village Voice             | C+          |

1987년 10월 15일 렐러티비티 레코드에 의해 발매된 《Surfing With the Alien》은 빌보드 200에서 29위를 차지했고, 미국에서 세 번째로 높은 차트의 음반이라는 것이 입증되었다. 이 음반은 빌보드 200에 75주 동안 머물렀는데, 이것은 그의 모든 음반들 중 가장 긴 기간이었다. 《Surfing With the Alien》은 1989년 2월 17일 골드, 1992년 2월 3일 플래티넘 인증을 받아 미국에서 백만 장을 판매했다. 그것은 플래티넘 인증을 받은 새트리아니의 첫 번째 음반이었고, 그렇게 한 그의 유일한 스튜디오 음반으로 남아있다.
이 음반의 두 싱글은 《빌보드》 메인스트림 록 차트인 〈Satch Boogie〉 22위, 〈Surfing with the Alien〉 37위에 올랐다. 세 번째 싱글인 〈Always With Me, Always With You〉는 1989년 그래미 어워드에서 최우수 팝 인스트루멘탈 연주상 후보에 올랐고, 음반 자체는 같은 행사에서 최우수 록 인스트루멘탈 연주상 후보에 올랐는데, 이는 새트리아니의 그러한 많은 후보들 중 첫 두 곡이다. 라이브 버전의 〈Always With Me, Always With You〉는 이후 2002년과 2008년 그래미 어워드에서 최우수 록 인스트루멘탈상 후보에 두 번 더 올랐다.
《빌리지 보이스》의 현대 리뷰에서 음악 평론가 로버트 크리스트가우는 새트리아니를 "최신 기타의 신"이라고 일컬었고, 그가 너무 형식주의적이라고 느꼈다. 왜냐하면 그는 "따라서 그는 기량 숭배자들이 요구하는 것과 그들이 남몰래 갈망하는 편안함을 둘 다 전달할 뿐 아니라 작곡하고 편집하기 때문입니다." 올뮤직의 회고적 리뷰에서, 스티븐 토마스 얼와인은 그의 기술적인 능력에 더 깊은 인상을 받았고 "파쇄의 영광의 시절에 좋았던 모든 것을 담아낸 음반인 80년대 중후반의 기타 연주에 있어서 최고의 표준으로 여겨질 수 있다"고 쓰면서 《Surfing with the Alien》을 칭찬했다. 《롤링 스톤 앨범 가이드》 (1992년)에 따르면, 그 음반은 "새트리아니를 지도에 올렸다. 아름답게 연주되고 잘 짜여진 이 곡은 로큰롤의 본능적인 힘을 잃지 않고 퓨전 재즈의 모든 차가운 불꽃을 담아낸다."고 했다.

## 곡 목록
모든 곡들은 조 새트리아니에 의해 작곡하였다.
| #   | 제목                                | 재생 시간 |
| --- | ----------------------------------- | --------- |
| 1.  | 〈Surfing with the Alien〉          | 4:25      |
| 2.  | 〈Ice 9〉                           | 4:00      |
| 3.  | 〈Crushing Day〉                    | 5:14      |
| 4.  | 〈Always with Me, Always with You〉 | 3:22      |
| 5.  | 〈Satch Boogie〉                    | 3:13      |
| 6.  | 〈Hill of the Skull〉               | 1:48      |
| 7.  | 〈Circles〉                         | 3:28      |
| 8.  | 〈Lords of Karma〉                  | 4:48      |
| 9.  | 〈Midnight〉                        | 1:42      |
| 10. | 〈Echo〉                            | 5:37      |

## 인증
| 국가                       | 인증     | 판매량/출하량 |
| -------------------------- | -------- | ------------- |
| 오스트레일리아 (ARIA)      | 골드     | 35,000^       |
| 영국 (BPI)                 | 실버     | 60,000^       |
| 미국 (RIAA)                | 플래티넘 | 1,000,000^    |
| ^출하량을 기반으로 한 인증 |          |               |